# Dreamy Dud in Love
Dreamy Dud in Love è un cortometraggio muto del 1915 scritto e diretto da Wallace A. Carlson.

## Produzione
Il film fu prodotto dalla Essanay Film Manufacturing Company.

## Distribuzione
Distribuito dalla General Film Company, il film - un cortometraggio di animazione (uno split reel di 200 metri) - uscì nelle sale cinematografiche USA l'8 dicembre 1915.